# Malesherbioideae
Malesherbioideae je potporodica iz porodice Passiflora. +
Prema sustavu klasificiranja APG III danas je razvrstan u porodicu Passifloraceae, a prije je bio razvrstan kao jedini rod porodice Malesherbiaceae D. Don, nom. cons.. Danas je Malesherbiaceae sinonim za Passifloraceae.
Unutar ove potporodice nalazi se rod Malesherbia. Ima 27 vrsta. Ovo je kserofilna skupina endemična za pustinje u Peruu, Čileu i Argentini.
Autorstvo ove potporodice pripada dvojcu Ruiz y Pavón, španjolskim botaničarima Hipólitu Ruizu Lópezu i Joséu Antoniju Pavónu Jiménezu.

## Opis
Malesherbiaceae sadrži samo Malesherbia (24 vrste), rod biljaka i grmova iz često suhih regija zapadne suptropske Južne Amerike. Pripadnici Malesherbiaceae su smrdljive i često gusto žljezdaste dlakave biljke s karakterističnim cvjetovima. Čaška i vjenčićna cijev postojana je u plodu. Prašnici i plodnica nose se na vrhu kratke peteljke ili androginofora.